# 瓦伊亞馬卡
瓦伊亞馬卡（西班牙語：Huayllamarca）是玻利維亞西部奧魯羅省北卡兰加斯县的市鎮，并为该县的县府所在地。海拔高度3,888米，每年平均降雨量約330毫米，2012年人口市镇数量为5,502人。
17°50′15″S 67°56′36″W / 17.8375°S 67.9433°W